# NSPUM夜視瞄準鏡
NSPUM「命中」（俄语：НСПУМ«Попадание»；НСПУМ全寫：Ночной Стрелковый Прицел Унифицированный Модернизированный，意為：統一升級型夜間瞄準具；Попадание，意為：命中；俄罗斯国防部火箭炮兵装备总局代號：／）是一款在1980年代初由前蘇聯NII-801（獵戶座科學生產協會）所研製、NPZ（新西伯利亞儀器製造廠）所生產的被動式夜視瞄准镜，是NSPU夜視瞄準鏡（1PN34）的改進型，設計用於裝設於AK系列自動步枪，RPK系列轻機槍、SVD系列精確射手步槍和榴彈發射器以上。該瞄準器的特性使其可以在光線條件較差劣的環境（例如夜間）以下使用，並且識別出300公尺以內的成年人，或是300公尺以內的坦克側面。

## 概述
該瞄准镜的重量為2千克（4.41磅），尺寸則為458毫米×186毫米×99毫米（18.03英吋×7.32英吋×3.9英吋；長×高×寬）。
NSPUM的設計基於第一代圖像增強管，它所採用的3EP32M在零聚焦電勢以下的分辨率為30行／毫米；它亦提供了自動和手動標線亮度調整、測距儀刻度和對齊機構。
該瞄准镜利用華沙條約導軌將其裝設在武器的機匣左側以上，然後按下瞄准镜座的定位槓桿將其固定到位。
NSPUM裝在一具金屬容器當中，而該容器可容納額外的电池、電池充電器和其他配件，總計重達7.3公斤（16.09磅）。

## 光學元件
NSPUM通過光圈將光聚集到反射器當中，而不使用時，該反射器可以光圈蓋套上保護。
為了將該瞄準鏡歸零，NSPUM的左側具有兩顆垂直旋鈕，其中高度旋鈕具有可分離的刻度。NSPUM帶有七個不同的可拆卸標高，用於所支援的武器。
目鏡具有可拆卸的軟橡膠眼罩。
該瞄準鏡具有3.5倍放大倍率與水平5.0°、垂直4.0°的視角。

## 光增強器和標線
在該設備的光圈下方的左側具有亮度旋鈕。除了開通和關閉設備的電源以外，該旋鈕可控制標線的亮度，使得標線可見，而不會使目標變亮。
標線以上的標記與距離可以在100公尺至970公尺的距離內與0.3公尺至2.7公尺的各種高度的目標相互匹配。 這功能類似於NSPU-3（1PN51）的標線。

## 電源
光增強器由一組5枚D-0,55S（俄语：Д-0,55С）可充電電池所供電，提供高達7伏特的電壓。該瞄準鏡需要6.25伏特的電壓。最大消耗電流為40毫安。
D-0,55S電池組可用於包括NSPU-3（1PN51）和NSPU-4（1PN51-2）在內的各種設備，並且具有獨立的充電設備。充電設備具有一個可用於12伏特或27伏特輸入之間作出選擇的開關和兩具紅色控制燈，其中一具指示可以充電，而另一具則指示完成充電。

## 支援武器
直到從1991年，NSPUM可以裝設於以下的武器上一起使用（同一行以上的武器可共用標尺）：
- SVDN-2
- AK-74N2（AKS-74N2）
- PKMN-2（PKMSN-2）
- RPG-7N2（RPG-7DN2）
- AKMN-2（AKMSN-2）
- RPK-74N2（RPKS-74N2）
- AKS-74UN2（無標尺）
- RPKN-2（RPKSN-2）
- VSS Vintorez[6]、AS Val

## 光學規格和尺寸
- 瞄準具交貨時的毛重：7.3公斤（16.09磅）
- 戰鬥狀態的瞄準具质量：2千克（4.41磅）
- 收納狀態的瞄準具質量：3.3公斤（7.28磅）
- 瞄準具的外形尺寸（長×高×寬）：458毫米×186毫米×99毫米（18.03英吋×7.32英吋×3.9英吋）
- 包裝箱的外形尺寸：500×215×165毫米（19.69×8.46×6.5英吋）
- 夜間增加的可見範圍：
  - 成年人：300公尺（328.08码，984.25英尺）
  - 坦克：600公尺（656.17码，1,968.5英尺）
- 放大倍率：3.5倍
- 視角
  - 水平：5.0°
  - 垂直：4.0°
- 出瞳距離：50毫米（1.97英寸）
- 出瞳直径：5毫米（0.2英吋）
- 電源供應：一組5枚D-0,55S銀锌可充電电池
- D-0,55S電池電壓：7伏特
- D-0,55S電池容量：6.25伏特
- 放電工作电流：40毫安
- 溫度範圍：-50℃至+50℃

## 圖集

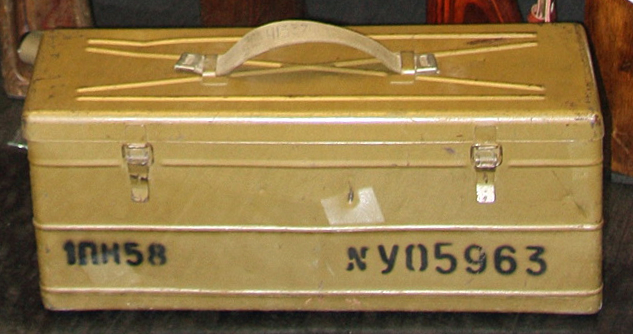
NSPUM的金屬容器，序列號
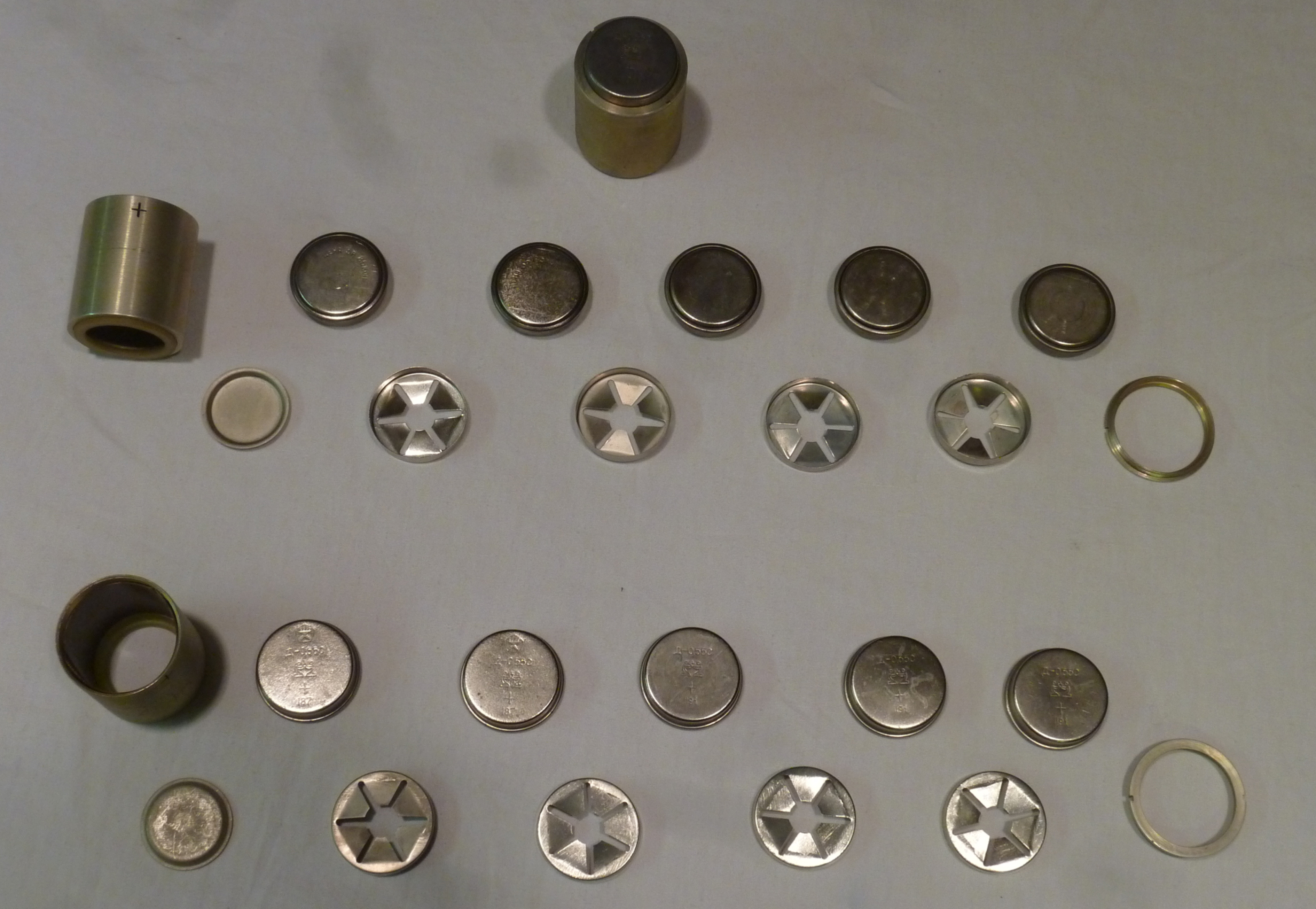
NSPUM的三組電池，其中兩組已拆卸
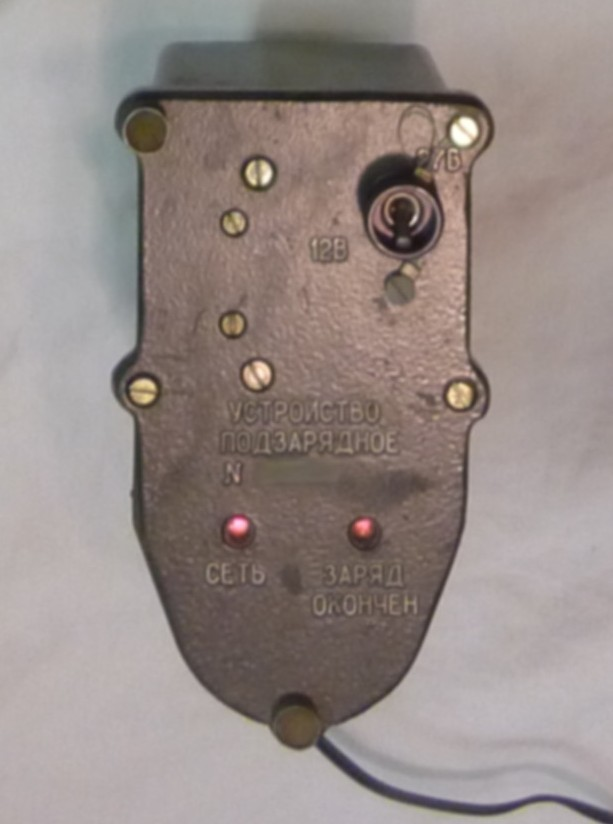
NSPUM的電池充電器
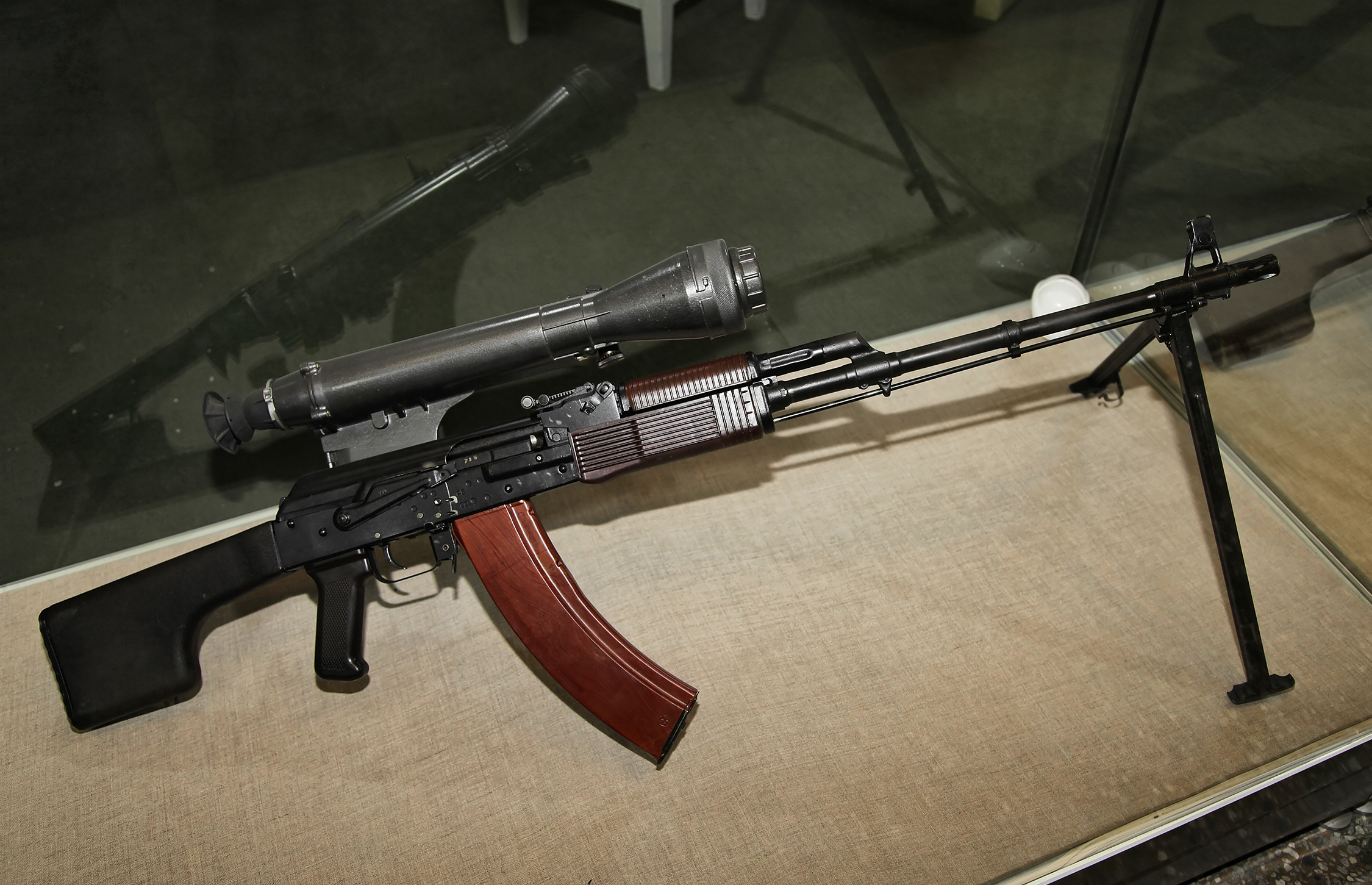
安裝在RPK-74N2以上的NSPUM

## 資料來源
1. 1 2  Леви А. Можно ли знать все образцы автоматического оружия? (рус.) // Оружие : журнал. — 2007. — Сентябрь (№ 09). — С. 42-53.
2. ↑  Новиковский Е.А. Отечественное стрелковое оружие, гранатомёты, ручные осколочные гранаты и боеприпасы / Пичковский С.И., Скобелев А.О.. — Барнаул: АлтГТУ, 2009.
3. 1 2  Коронин Ю. Н., Малинин В. В., Попов Г. Н. История создания и унификации стрелковых прицелов ночного видения на примере изделий ЦКБ «Точприбор» （页面存档备份，存于） (рус.) // Интерэкспо Гео-Сибирь : журнал. — 2008. — Т. 4, № 1.
4. ↑  .   [2020-04-17]. （原始内容存档于2020-02-17）.
5. ↑   [PRODUCT 1PN51 TECHNICAL DESCRIPTION AND OPERATING INSTRUCTIONS]. January 1992: 43 （俄语）.
6. ↑  .   [2020-04-17]. （原始内容存档于2020-01-11）.

## 外部連結
- （英文）—Russian Optics.net—1PN34 and 1PN58（页面存档备份，存于）
- （俄文）—Описание ночного оптического прицела НСПУМ на сайте zonwar.ru（页面存档备份，存于）
- （俄文）—Обзор ночных прицелов отечественного производства на сайте www.российский-союз-инженеров.рф（页面存档备份，存于）
- YouTube上的Слайд-шоу фотографий прицела НСПУМ (1ПН58)